# August J. Nielsen
August Jakob Nielsen (25. februar 1890 i Holbæk – 16. december 1960 på Københavns Amtssygehus i Gentofte) var en dansk arkitekt.

## Uddannelse og karriere
Han var søn af Jens Jakob Nielsen og Karen Kristine født Sørensen. August J. Nielsen, der var udlært tømrermester i Holbæk og senere blev uddannet arkitekt på Københavns Tekniske Skole under 1. verdenskrig (dvs. samtidig med Poul Henningsen), beskæftigede sig hovedsageligt med villabyggeriet, og han har opført ca. 1.800 en- og tofamiliehuse i Danmark, især i hovedstadsområdet og omkring de større provinsbyer. Han var blandt de første til at introducere bungalowen som hustype i Danmark.
Han er mest kendt for at have udgivet 10 "byggebøger" med tegninger af sine huse. Disse bøger fik væsentlig betydning for udbredelsen af villaen som boligform. I samme periode finansierede staten en del af det private byggeri med statslån, hvilket var yderligere motiverende for byggeaktiviteten. Bøgerne blev finansieret med annoncer, der var placeret bagest i bøgerne, hvilket gjorde, at Nielsen ikke kunne blive medlem af Akademisk Arkitektforening, da en akademisk arkitekt ikke måtte reklamere dengang.
Ligesom mange samtidige var Nielsens udgangspunkt Bedre Byggeskik, der præger hans tidligste huse fra 1920'erne. Han tilegnede sig i begyndelsen af 1930'erne funkisstilen og de modernistiske impulser, men uden at forlade Bedre Byggeskik-stilen, der ofte blev iblandet indtryk fra engelsk byggeskik. Efter besættelsen tegnede han huse i den funktionelle tradition inspireret af Kay Fisker m.fl. Han har opført huse over hele landet, men primært på Amager og i Gentofte Kommune.
23. januar 1915 ægtede han i Frihavnskirken Hertha Kirsten Johanne Crillesen (1895-1988).
Han var aktiv i B.93.
Han blev begravet fra Helleruplund Kirke på Mariebjerg Kirkegård, men gravstedet er nedlagt.

## Udgivelser
- 50 Boligtyper I. Sommerhuse. Een Familiehuse. To Familiehuse. Træhuse & Bindingsværkhuse. København 1929.
- 50 Boligtyper II. Sommerhuse. Een Familiehuse. To Familiehuse. Træhuse & Bindingsværkhuse. København 1934.
- 50 Boliger III. Sommerhuse. Bungalows. Een familievillaer. To familievillaer. København 1937.
- Sommerhuse. Bungalows. Villaer. Statslaanhuse. 4de Byggebog. København 1940.
- 25 godkendte Statslaanshuse. København 1943.
- Villabogen. 6te Byggebog. Sommerhuse. Bungalows. Større villaer. Statslaanshuse. København 1946.
- 7de byggebog. København 1950.
- Villabogen. 8de byggebog. Bungalows. Større villaer. Statslånshuse. København 1952.
- Villabogen. 9de byggebog. Bungalows. Større villaer. Statslånshuse. København 1956.
- Villabogen. 10de byggebog. Bungalows. Større villaer. Statslånshuse. København 1960.

## Værker i udvalg
1927:
- Tofamiliehus, Eggersvej 7, Hellerup

1928:
- Dobbelthus, Tranegårdsvej 100-102, Charlottenlund
- Sommerhus, Kystvej 27, Hornbæk

1929:
- Tofamiliehus, Strandpromenaden 37, Østerbro, København (høj bevaringsværdi, nedrivningstruet, jf. kommende lokalplan[3])
- Villa, L.E. Bruuns Vej 38, Charlottenlund[4]
- Tofamiliehus, Vilvordevej 20, Charlottenlund
- Villa, Vilvordevej 24, Charlottenlund
- Tofamilieshus, Baunegårdsvej 27, Gentofte

1930:
- Villa, Svanemøllevej 63, Hellerup
- Villa for teaterdirektør Axel Frische, Høyrups Allé 30, Hellerup (totalt ombygget)
- Tofamiliehus, Vilvordevej 8

1932:
- Villa, Bernstorffsvej 31
- Erhvervsejendom, Sallingvej 13-15/Himmerlandsvej 31, Brønshøj, København

1933:
- Villa, C.F. Richs Vej 24, Frederiksberg (vinduer ændret)
- Villa, Vilvordevej 4
- Villa, Vilvordevej 6
- Ombygning af fiskerhus fra 1827, Strandvejen 378, Espergærde, til eget sommerhus

1934:
- Villa, Gylfesvej 7A, Espergærde (ombygget)
- Villa, Bernstorffsvej 4, Hellerup
- Villa, Bernstorffsvej 33
- Villa, Vilvordevej 22

1935:
- Arkitektens eget hus, Bernstorffsvej 6 (totalt ombygget)

1937:
- Villa, Bernstorffsvej 33A, Hellerup
- Villa, Tuborgvej 102, Hellerup

1938:
- Villa, Vespervej 33, Hellerup (vinduer ændret)
- Villa, Tuborgvej 100A

1939:
- Villa, Sønderengen 103, Søborg (vinduer ændret)

1942:
- Villa, Schæffergårdsvej 1, Gentofte
- Villa, Højstrupvej 103, Brønshøj

1946:
- Tofamiliehus, Ellehøj 12, Hellerup

1947:
- Tofamiliehus, Ellehøj 14
- Villa, Leopardvej 17, Rødovre

1948:
- Villa, Juni alle 37 , Søborg

- Villa, Dueoddevej 11, Kastrup

- Villa, Stokholmsvej 51, Espergærde
- Villa, Markskellet 11, Hillerød

1949:
- Arkitektens eget hus, Torkel Badens Vej 13, Hellerup
- Villa, Norgesvej 19, Brede
- Villa, Bakkekammen 33, Husum, København
- Tofamiliehus, Grøndals Parkvej 96, Vanløse

1950:
- Villa, Dueoddevej 19, Kastrup (totalt ombygget)
- Villa, Klampenborgvej 35, Svendborg
- Villa, Mothsvej 22, Søllerød
- Villa, Skovmarken 4, Hjortekær
- Villa, Landsevej 12, Holte
- Villa, Løvsangervej 5, Holbæk
- Tofamiliehus, Birkeallé 21, Vordingborg

1951:
- Villa, Viby Allé 8, Kastrup
- Villa, Kingosvej 2A, Tåstrup
- Villa, Birkeallé 19, Vordingborg

1952:
- Villa, Grøndals Parkvej 52, Vanløse
- Villa, Røngård Allé 11, Rødovre

1953:
- Villa, Ahornvej 11, Tåstrup
- Villa, Poppelvej 9B, Frederiksværk
- Villa, Kajerødvej 74, Birkerød

1954:
- Tofamiliehus, Voldgade 20, Horsens
- Villa, Schweizerdalsvej 43A, Rødovre
- Villa, Koldbyvej 26, Islev, Rødovre
- Villa, Mosesvinget 22B, Brønshøj

1955:
- Villa, Concordiavej 22, Holte

1958:
- Villa, Prins Valdemars Vej 14, Gentofte

Adresse eller årstal mangler afklaring:
- Ørholmvej 22, Lundtofte (?)
- Villa, Stationsvej 3, Espergærde (?)
- Villa, Ahornsvej 8, Virum (?)
- Villa, Wiedersvej 3, Dragør (nedrevet)
- Villa, Veronikavej 3, Rødovre (?)